# Гурванзагал
Гурванзагал (монг. Гурванзагал) — сомон аймака Дорнод в северо-восточной части Монголии, площадь которого составляет 5 252 км². Численность населения по данным 2009 года составила 1 338 человек.
Центр сомона — посёлок Сумийн-нуур, расположенный в 126 километрах от административного центра аймака — города Чойбалсан и в 780 километрах от столицы страны — Улан-Батора.

## География
Сомон расположен в северо-восточной части Монголии. На территории Гурванзагала располагается гора Ундэр цагаан, протекают реки Улз гол, Урт, Хадан хов.

## Климат
Климат резко континентальный. Средняя температура января -20 градусов, июля +20 градусов. Ежегодная норма осадков 250 мм.

## Инфраструктура
В сомоне есть школа, больница, торговые и культурные центры.